# Novy Zagan
 (février 2018).
Pour les articles homonymes, voir Zagan.
Novy Zagan est un village du raïon de Moukhorchibir en Bouriatie dans la fédération de Russie. Il est le centre administratif de la colonie rurale de Novozaganskoïe (ru).

## Géographie
Novy Zagan est situé à 5,5 km à l'ouest du village de Moukhorchibir, centre administratif du raïon. Il est baigné par les rivières de la Novy Zagan, affluent gauche de la Soukhara (ru), et de la Zaganka, qui le sépare à l'est du village de Stary Zagan (ru).

## Histoire
Novy Zagan a été fondé en 1767 par des Orthodoxes vieux-croyants-Semeiskie à l'ouest du village cosaque de Zagan. Pendant la guerre civile un groupe de partisans y combat sous le commandement d'Androv Ivanov. En 1929, un kolkhoze y est fondé, qui deviendra par la suite, dans les années 1970 le kolkhoze-millionnaire « Zaganskie». En 1948, un poste d'aide-médecin est ouvert, doté en 1988 d'un cabinet médical. Une bibliothèque, devenue centre culturel russe, est créée en 1953. En 1969, le bâtiment actuel de la Maison de la culture est construit.

## Infrastructure
Le village dispose d'une école maternelle, d'établissement d'enseignement secondaire général, d'une maison de la culture, d'une bibliothèque, d'un cabinet médical, d'un internat psycho-neurologique et d'une poste.

## Économie
Les principales activités du village sont des exploitations agricoles, des scieries et les services aux personnes. 

## Population
| 2002 | 2010 |
| ---- | ---- |
| 1757 | 1553 |

## Culture et religion
- Ensemble folklorique semeïskie  « La petite grue » (« Журавушка ») fondé en 2000 et primé au festival international de la chanson et du folklore semeïskie de Novossibirsk (2004).
- Église vieille-orthodoxe russe de la Sainte Vierge.